# Eupithecia hilariata
Eupithecia emanata  es una especie de polilla de la familia Geometridae. La especie fue descrita por primera vez por Karl Dietze habiendo sido descrita en 1908, con distribución en Asia. El holotipo de la especie fue descrita en Asia Central, a nivel de los montes Juldas de la prefectura autónoma kazaja de Ilí.
Sus características morfológicas la ubican en el complejo de especies de la Eupithecia venosata,

## Distribución
E. hilariata se encuentra en Afganistán, las montañas Kugitang de Turkmenistán, las montañas Karzhan Tau y montañas Chimgan de Uzbekistán, las montañas Pamir de Tayikistán, montañas Tien-Shan de Kirguistán, las montañas del sur y sureste de Kazajstán y el noroeste de China, provincia de Sinkiang.